# Cappella di Nostra Signora di Caravaggio
La cappella di Nostra Signora di Caravaggio è un luogo di culto cattolico situato sul poggio della Squarza nel comune di Cogorno, nella città metropolitana di Genova.

## Storia

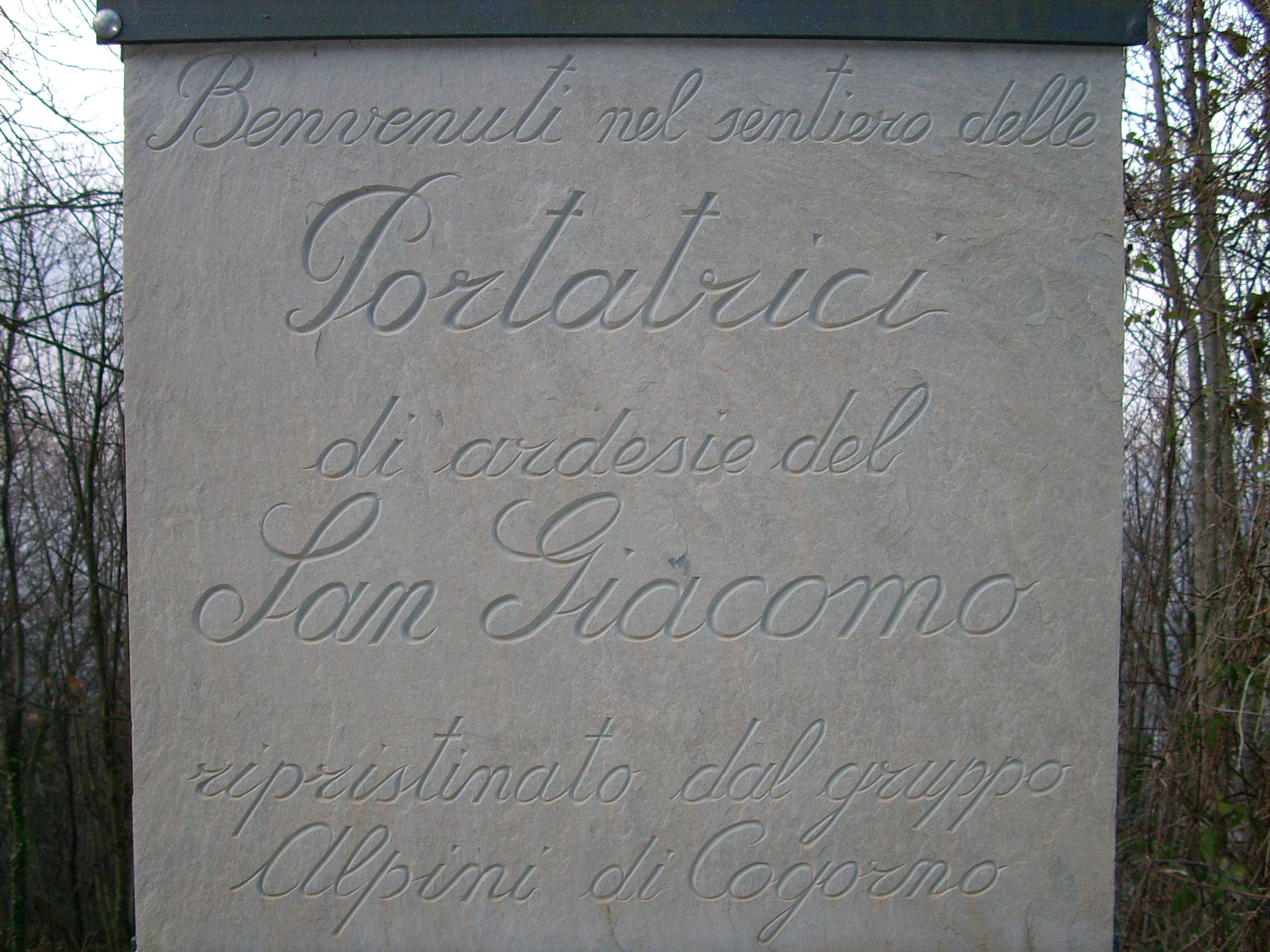
Targa alle portatrici dell'ardesia

È un piccolo edificio sacro situato sul poggio della Squarza, lungo l'antico sentiero che conduce a Cogorno. Fu costruito intorno al 1731, al posto di una più antica cappellina dedicata alla Vergine di Caravaggio.
Celebra la sua festa ogni anno il 26 maggio e il culto della Madonna di Caravaggio si riferisce alla miracolosa apparizione della Vergine ad una pia giovane bergamasca, Giovannetta dè Vacchi, avvenuta nel 1432 nell'omonima città lombarda.
La più antica notizia riguardo alla cappella risale al 1731, quando in data 22 maggio un decreto dell'arcivescovo di Genova Nicolò Maria de' Franchi accordò ai massari di San Lorenzo in Cogorno la facoltà di farvi celebrare una messa il 26 maggio, di custodirne le chiavi e di non celebrare sante messe all'infuori di detto giorno, sotto pena dell'interdetto alla cappella.
Nel corso del tempo fu più volte restaurata ed abbellita perché molto cara ai Cogornesi, a tal proposito è molto importante un documento conservato nell'archivio della parrocchia di Cogorno datato al 1º giugno 1837, in base al quale: "I deputati  per la novena di Nostra Signora di Caravaggio" presentano il conto delle spese sostenute per i lavori di restauro del sacro edificio, le cui spese furono coperte con i contributi e la manodopera di 142 famiglie del paese.
Il sito della Squarza, detto così perché fu squarciato per ricavarne la pietra preziosa dell'ardesia, riporta al tempo passato, al duro lavoro svolto nelle oscure cave alla fatica delle "portatrici" che recandosi alla marina di Lavagna a depositare le lastre, giornalmente percorrevano l'antica mulattiera di Cogorno e sicuramente avranno fatto una "posa" (una sosta) proprio nei pressi del sacro edificio, chiedendo la protezione alla Santa Vergine.

## Descrizione
La facciata a capanna della chiesa è scandita da due coppie di lesene laterali e, sopra l'ingresso, un affresco raffigura l'apparizione mariana di Caravaggio.
Altri affreschi sono presenti all'interno e nel catino absidale: lungo la parete destra sono raffigurate l'Addolorata, san Benedetto e santa Teresa; nel catino è stata riprodotta l'Ascensione della Madonna tra angeli musicanti; nella parte destra affreschi con Melania la giovane, san Giovanni Battista e l'Annunciazione.